# Камитов, Зейнегали
Зейнегали Камитов (каз. Зейнеғали Қамитов; 1916 год — 2003 год) — железнодорожник, составитель поездов станции Караганда-Сортировочная, Казахская ССР. Герой Социалистического Труда (1971). Почётный железнодорожник (1962).

## Биография
С 1927 по 1934 год работал в колхозе в селе Жана-Аул. В 1935—1936 годах трудился рабочим на 7-м строительном участке Омской железной дороги.
С 1938 по 1977 год — рабочий, регистратор, составитель поездов и дежурный станции Караганда-Сортировочная. Член КПСС с 1943 года.
Будучи составителем поездов, применял в своей работе новые методы и внедрил несколько рационализаторских предложений, в результате чего значительно увеличилась производительность труда. В 1971 году был удостоен звания Героя Социалистического Труда за выдающиеся трудовые достижения «за выдающиеся успехи в выполнении задании пятилетнего плана перевозок и повышении эффективности использования технических средств железнодорожного транспорта».
С 1977 года — на пенсии. Проживал в Караганде.
Скончался в 2003 году. Похоронен на мусульманском кладбище квартала Сортировка города Караганды.
Награды
- Герой Социалистического Труда — указом Президиума Верховного Совета СССР 4 мая 1971 года
- Орден Ленина — дважды